# Burgwall Körzin

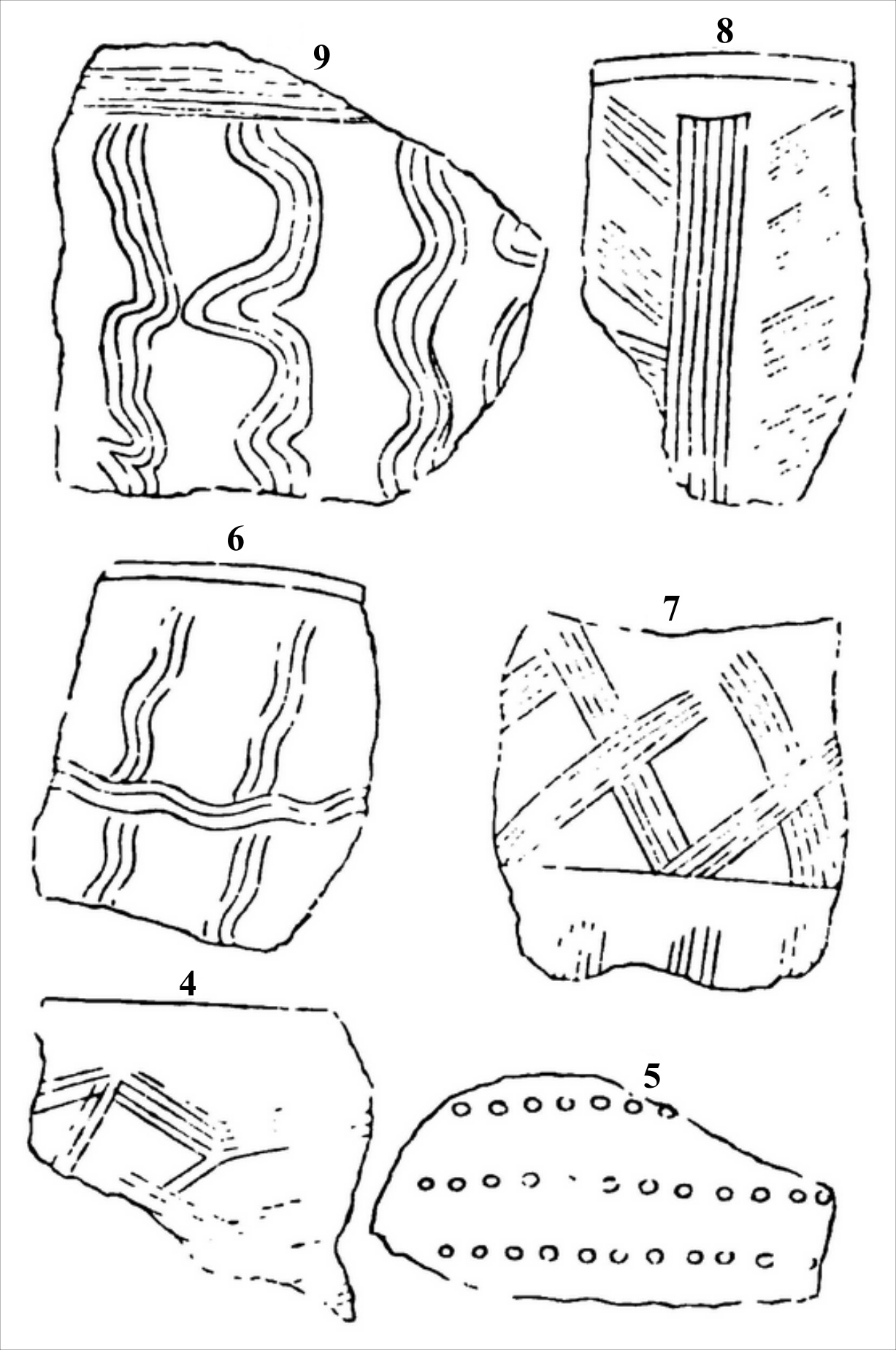
Skizzen der mit Wellenornamenten verzierten Fundobjekte (slawische Scherben (4, 6–9), Hirschgeweih (5))

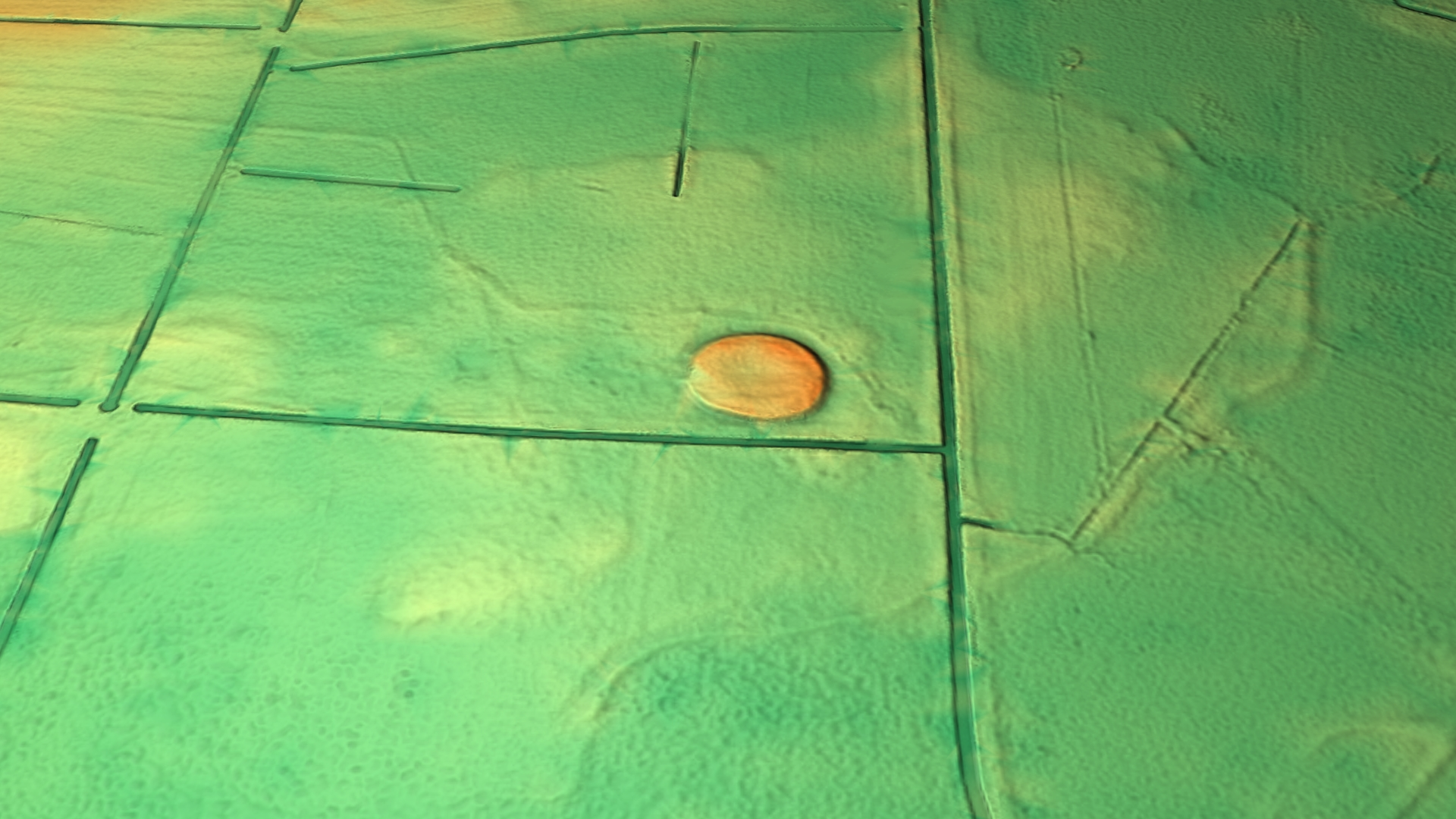
3D-Ansicht des digitalen Geländemodells

Der Burgwall bei Körzin ist ein Burgstall südwestlich von Berlin. Er liegt auf der Gemarkung Stücken der Gemeinde Michendorf, jedoch örtlich näher zur Ortslage Körzin, einem  Gemeindeteil im Ortsteil Zauchwitz der Stadt Beelitz in Brandenburg. Es handelte sich um einen slawischen Burgwall. Der Lage nach war er eine Niederungsburg.
Das Bodendenkmal liegt gut einen Kilometer nördlich des Dorfes Körzin am Königsgraben, mitten in den Wiesen in der Nähe des Blankensees. Nach Funden zu urteilen entstand die Wallburg im 9. bis 11. Jahrhundert. Die ovale Anlage hat eine Ausdehnung von 85 Meter mal 65 Meter und ist heute mit einzelnen Büschen und Bäumen bewachsen. In der Slawenzeit war der Wasserstand des Blankensees noch um einiges höher, so dass die heutigen Wiesen um den Burgwall ständig feucht und moorig waren. Dadurch war die Burg für damalige Verhältnisse gut gegen plötzliche Angriffe gesichert und wohl nur mittels einer hölzernen Brücke zu erreichen.
Der Brandenburger Amateur-Archäologe Hermann Busse untersuchte im Oktober 1892 und im April 1895 den Burgwall. Er dokumentierte die Funde zahlreicher mit Wellenornamenten verzierter Gefäßscherben sowie von Knochen, Lehmpatzen, Kohle, Schnecken, Stücken aus Hirschgeweih und einem Wetzstein, die er dem Märkischen Museum und dem  Königlichen Museum für Völkerkunde in Berlin übergab.